# 60-мм миномёт бесшумной стрельбы
Советский 60-мм миномёт бесшумной стрельбы — разработан в ГНИАП в 1981 году.

## Описание
Миномёт бесшумной стрельбы разработан под руководством В. И. Королёва, Н. И. Иванова и С. В. Зуева. Основными составляющими миномёта являются: ствол длиной 365 мм, плита диаметром 340 мм и высотой 400 мм, а также узел крепления ствола. В отличие от других советских разработок миномёт построен по схеме «унитарный ствол». Наведение миномёта на цель осуществляется поворотом шарового узла крепления ствола к плите. Заряжание мины производится с дульной части ствола. Для стрельбы из миномёта был разработан боекомплект специальных артиллерийских мин, длиной около 11 калибров. При заряжании мина центрируется в стволе и надевается на специальный 20-мм шток. Часть мины, длиной около 4 калибров, остаётся вне ствола.
Вертикальные углы обстрела миномёта составляют от +45 до +85 градусов, а горизонтальные без перестановки — от −5 до +5 градусов при угле вертикального наведения +45° и от-10 до +10 при угле вертикального наведения +85°. С перестановкой лафета горизонтальные углы обстрела составляют 360 градусов. Масса изделия не превышает 15 кг. Обслуживающий боевой расчёт — от 1 до 2 человека. Возможно ведение огня с грунта различной твёрдости в любое время суток при любых погодных условиях. Подобные характеристики миномёта обеспечивают высокую мобильность и дают возможность скрытного и внезапного применения.